# Iwankiwci (rejon berdyczowski)
Iwankiwci (ukr. Іванківці; pol. Iwankowce) – wieś na Ukrainie, w obwodzie żytomierskim, w rejonie berdyczowskim.

## Dwór
We wsi znajdował się pałacyk - piętrowy dwór Marcelego Żurowskiego.